# NGC 7239
NGC 7239 (другие обозначения — PGC 68388, NPM1G -05.0643) — галактика в созвездии Водолей.
Этот объект входит в число перечисленных в оригинальной редакции «Нового общего каталога».